# Arnošt Wenig-Malovský
Arnošt Wenig-Malovský, původně jen Arnošt Wenig (10. září 1883 Příbram – 21. října 1964 Jičín), byl český právník, profesor obchodního a směnečného práva a děkan Právnické fakulty Univerzity Karlovy.

## Život a působení
Pocházel z tradiční učitelské rodiny, např. jeho starší bratr Karel byl profesorem klasické filologie na filosofické fakultě. Bratranec Josef Wenig byl zase akademický malíř a ilustrátor. Sám Arnošt v roce 1906 vystudoval právnickou fakultu, kde o rok později získal doktorát práv, a zpočátku získával praxi u pražského zemského soudu. Na delší dobu se ale poté stal magistrátním úředníkem. Během této doby nicméně absolvoval studijní cesty do Mnichova a Berlína a na základě výzvy profesora Hermanna-Otavského se se spisem O patentní licenci podle rakouského práva soukromého roku 1911 habilitoval v oboru obchodního a směnečného práva. Roku 1919 byl jmenován mimořádným a v roce 1924 řádným profesorem. Arnošt Wenig vydal řadu prací, např. O náhradnictví v právu směnečném, především ale široce použitelnou a opakovaně vydávanou učebnici Příručka práva obchodního, platného v Čechách, na Moravě a ve Slezsku.
Stal se členem České akademie věd a umění a kromě toho se díky sňatku se Zdeňkou Dolanskou, dcerou ministra spravedlnosti Josefa Dolanského, seznámil s mnoha významnými osobnostmi tehdejšího československého průmyslu a získal členství v řadě správních rad. Zastával též dvakrát funkci děkana právnické fakulty, ačkoli druhé funkční období bylo přerušeno 17. listopadu 1939 uzavřením všech českých vysokých škol okupačními orgány. Vrátil se proto do služeb pražského magistrátu a zároveň se zapojil do odbojové činnosti ve skupině primátora Klapky. Skupinu ale brzy rozbilo gestapo, profesor Wenig byl odsouzen na doživotí a zbytek války strávil v různých německých věznicích. Po válce začal používat své krycí jméno z doby okupace „Malovský“ jako součást příjmení. Vrátil se na fakultu, ale vzhledem k tehdejším poměrům, které obchodnímu právu příliš nepřály, začal vyučovat občanské a rodinné právo a podílel se na přípravě učebnice v těchto právních oborech. Nakonec přešel na Vysokou školu ekonomickou, kde začal zavádět tzv. podnikové právo.